# Wijdemeren
Wijdemeren é um município dos Países Baixos, situado na província da Holanda do Norte. Tem 76,36 km² de área e sua população em 2020 foi estimada em 24.414 habitantes.